# Palazzo Legnani-Pizzardi
Il Palazzo Legnani-Pizzardi, conosciuto anche come Palazzo Pizzardi e Volta o semplicemente Palazzo Pizzardi, è un palazzo di stile rinascimentale locato in Via d'Azeglio 38, ad angolo con Via Farini, nel centro cittadino di Bologna. Adesso ospita il Tribunale di Bologna.

## Storia
La costruzione del palazzo iniziò nel tardo Cinquecento, nello stesso sito dove precedentemente sorgeva un palazzo appartenente alla famiglia dei Carbonesi, poi comprato nel 1379 da Giovanni da Legnano giurista di fama europea e Vicario generale di Bologna dal 1377. Nel 1506 i Legnani furono investiti della dignità senatoria dal pontefice Giulio II (carica che hanno mantenuto pressoché ininterrottamente fino alla soppressione del Senato bolognese nel 1797). Nel 1587, Alessandro Legnani commissionò la facciata a Francesco Terribilia e Francesco Guerra.
La grande scalinata d'ingresso fu progettata dall'architetto del Seicento, Gabriele Chellini. Il palazzo fu decorato con affreschi di Giovanni Antonio Burrini e Giuseppe Maria Mazza.
Nel 1757 Filippo Legnani morì e terminò così il ramo senatorio della famiglia. Sempre nel Settecento il palazzo ebbe anche decorazioni fatte da Antonio Galli Bibbiena, ricevette anche degli abbellimenti dai fratelli Petronio e Francesco Tadolini, inclusa una imponenete statua di Ercole e copie dei centauri di Furietti. Nel 1796, i privilegi della nobiltà e del senato vennero aboliti dall'occupazione francese, con l'approvazione del Gonfaloniere Girolamo Legnani Ferri.
All'inizio dell'Ottocento, la collezione dei dipinti includeva lavori di Pontormo, Paolo Veronese, Correggio, Denys Calvaert, Annibale e Agostino Carracci, Guido Reni, Prospero Fontana, Bartolomeo Cesi, Bartolomeo Passerotti, Domenichino, Elisabetta Sirani, Nicolò dell'Abate e Donato Creti. La collezione in seguito andò dispersa.
Il palazzo ebbe diversi possessori fino a quando fu acquistato nella prima metà dell'Ottocento dal marchese Camillo Pizzardi, esponente di un'altra antica famiglia senatoria bolognese. Nel 1854 lo stabile pervenne al nipote di Camillo, Luigi Pizzardi, nominato da Luigi Carlo Farini “primo sindaco di Bologna libera” e Senatore del Regno d'Italia. La famiglia Pizzardi ha posseduto il palazzo fino al 1885.
Lo stabile fu ristrutturato da Antonio Zannoni, che distrusse alcuni dei precedenti affreschi decorativi, rimpiazzandoli con altri affreschi decorativi di paesaggi. Gli affreschi decorativi furono realizzati da Gaetano Lodi.
Il grande salone fu adibito a [alone del Risorgimento Italiano dalla famiglia Pizzardi, con tele patriottiche come: Carlo Alberto a Oporto di Antonio Puccinelli, Pier Capponi che lacera i patti imposti da Carlo VIII di Alessandro Guardassoni, Cavour e Minghetti di Luigi Busi e Napoleone III di Gaetano Belvederi.
Le tele del Salone del Risorgimento Italiano furono donate nel 1920 da Carlo Alberto Pizzardi al Museo civico del Risorgimento di Bologna.
Nei passati decenni vari governi e privati hanno utilizzato lo stabile.
L'ultimo proprietario del palazzo fu Cesare Pizzardi, fratello di Luigi, che lo vendette nel 1885 alla Società Italiana per le Strade Ferrate Meridionali. Durante la seconda guerra mondiale i locali dell'edificio ospitarono le famiglie sfollate dai paesi vicini e furono sede del Comitato di Liberazione Nazionale e di comandi militari alleati. Successivamente ha ospitato uffici del Gruppo Ferrovie dello Stato, venne usato da vari governi e privati e dal 2009 è sede di uffici giudiziari.